# جيسيكا بيجلا
جيسيكا بيجلا (بالإنجليزية: Jessica Pegula)‏ مواليد 24 فبراير 1994 في نيويورك، الولايات المتحدة، هي لاعبة كرة مضرب أمريكية بدأت مسيرتها كمحترفة سنة 2009 وتحتل حالياً المرتبة رقم. 150 (8 فبراير 2016) في تصنيف رابطة محترفات كرة المضرب. أعلى تصنيف لها في الفردي كان المركز الـ 123 في سنة 2013. أعلى تصنيف لها في الزوجي كان المركز الـ 92 في سنة 2013.

## النهائيات

### الفردي (0–3)
| الحصيلة | الرقم | التاريخ       | الدورة                     | الأرضية | المنافس      | النتيجة            |
| ------- | ----- | ------------- | -------------------------- | ------- | ------------ | ------------------ |
| الوصافة | 1.    | 17 يناير 2011 | لوتز، الولايات المتحدة     | ترابية  | لورا سيجموند | 7–6(7–4), 1–6, 2–6 |
| الوصافة | 2.    | 28 مايو 2012  | سكرامنتو، الولايات المتحدة | صلبة    | ماريا سانشيز | 6–4, 3–6, 1–6      |
| الوصافة | 3.    | 5 أغسطس 2012  | فانكوفر, كندا              | صلبة    | مالوري بردت  | 3–6, 0–6           |

## روابط خارجية
- جيسيكا بيجلا على موقع رابطة محترفات التنس (الإنجليزية)
- جيسيكا بيجلا على موقع الاتحاد الدولي لكرة المضرب (الإنجليزية)
- جيسيكا بيجلا على موقع كأس بيلي جين كينغ (الإنجليزية)
- جيسيكا بيجلا على موقع بطولة ويمبلدون (الإنجليزية)
- جيسيكا بيجلا على موقع خلاصة التنس.كوم (الإنجليزية)
- جيسيكا بيجلا على موقع إي إس بي إن.كوم (الإنجليزية)
- جيسيكا بيجلا على موقع أوليمبيديا (الإنجليزية)